# 斎明村
斎明村（さいめいむら）は三重県多気郡にあった村。現在の明和町の南半、近鉄山田線の沿線にあたる。

## 地理
- 河川：祓川、大堀川
- 山：大仏山

## 歴史
- 1955年（昭和30年）4月15日 - 多気郡斎宮村・明星村が新設合併して斎明村が発足。
- 1957年（昭和32年）1月15日 - 明野開拓地を度会郡小俣町に編入。小俣町の一部（大字井倉字妻ヶ広）を編入。
- 1958年（昭和33年）9月3日 - 多気郡三和町と新設合併して神郷町が発足。同日斎明村廃止。

## 交通

### 鉄道路線
- 近畿日本鉄道
  - 山田線
    - 斎宮駅 - 明星駅

### 道路
- 伊勢街道